# Новозаветные апокрифы
Новозаве́тные апо́крифы — книги, претендующие на звание священных, однако не включённые церковной организацией в канон Священного Писания. Они создавались с конца I века, и их появление не прекратилось даже после окончательного формирования канона. По жанру новозаветные апокрифы включают апокрифические евангелия, деяния, послания, апокалипсисы, завещания и наставления, приписываемые Иисусу Христу и апостолам.

## Причины возникновения
Термин «апокриф» в языческом мире означал писания, содержащие тайные доктрины или сведения о мистерии. В христианском употреблении этот термин появился потому, что из-за гонений, организованной церковной организацией с IV в. адепты раннехристианских религиозных течений, не ставших официальными, часто прятали свои произведения либо превращали их в тайное Откровение, данное только посвящённым.
Раннехристианская литература по типу своих памятников в значительной степени состоит из апокрифических произведений. Среди апокрифов существуют и Евангелия, и деяния, и послание, и апокалипсисы.
Эта литература обычно изучается в рамках патрологии, хотя и не является частью Священного Предания. Однако её необходимо учитывать при анализе чисто церковной раннехристианской литературы. Она помогает восстановить связь, существовавшую между апостольскими трудами и деятельностью так называемых «мужей апостольских».

## Апокрифические Евангелия

### Евангелия иудео-христиан
Евангелие евреев (др.-греч. το καθ Εδραίους εύαγγέλιον). Свидетельство о нём осталось от блаженного Иеронима (IV век), который перевёл это произведение с халдейско-сирийского языка на греческий и латынь. Оно вроде было в употреблении среди Назареев, и многими признавалось за еврейский текстуальный источник Евангелия от Матфея. В действительности оно близко по своему содержанию к некоторым отрывкам первого канонического Евангелия. Согласно Т. Цаном, можно признать, что оно является дальнейшей переработкой первоисточника Матвеевского Евангелия. Сохранилось лишь в виде цитат (св. Игнатия Антиохийского, Оригена, Иеронима). В одном из отрывков говорится о явлениях воскресшего Господа Иакову. Было в употреблении среди христиан-евреев. Составлено около 150 года (К. Керн) или на рубеже I и II века (А. Мень).
Евангелие Двенадцати (το των δώδεκα εύαγγέλιον; Евангелие евионитив; Евангелие эбионитов), вероятно заключено в II веке, считалось долгое время утерянным. Ориген считал это евангелие, как и египетское евангелие, древними памятниками. Это евангелие частично может быть воспроизведено в отдельных отрывках после выполненного профессором Е. Ревию критического анализа некоторых рукописей Национальной библиотеки Франции по коптскими текстами, напечатанное им в 1905 году в Восточной патрологии (2 том). Это евангелие называют иногда евионитским, поскольку оно, вероятно, было в употреблении у эбионитов. Вероятно, тождественно Назорейскому Евангелию, о котором говорит свт. Епифаний Кипрский.
Евангелие от Фомы (др.-греч. Θωμά Ίσραηλίτου φιλοσόφου ρητά εις τα παιδικά του Κυρίου; Евангелие Фомы; Евангелие от Фомы) состоит из логий, начинающиеся словами «Иисус сказал …». Высказывания во многом совпадают с каноническими Евангелиями, но в них явственно ощущается влияние гностических писаний. Иудео-христианский характер текста видно из особого отношения Иакова, брата Господня, о котором говорится, что ради него были созданы небо и земля (13). Евангелие содержит цитаты бесед со Спасителем. Рукопись коптского перевода обнаружено в 1945 году в Наг-Хаммади (Египет). По одной из версий, оригинал евангелия был написан на греческом языке в начале II века. Его знали Ориген и Ипполит Римский. Оно также было распространено среди христиан, удостоверяется многими переводами на латинский язык, сирийские и старославянский языки.
Протоевангелие Иакова (ή ιστορία Ιακώδος περί της γεννήσεως Μαρίας; Евангелие Иакова Евангелие от Иакова). Найдено французским учёным  и впервые в 1552 году выдано на латыни, в греческом переводе издан в 1876 году Тишендорфа. Этот памятник был очень распространён в древнехристианской среде, а также существенно повлиял на богослужение, церковное искусство и литературу средневековья. Составлено это евангелие во второй половине II века в египетской иудео-христианской среде (сохранилась рукопись этого времени). Возможно даже, что оно было известно святому Иустину Философу. В нём много повествуется о детстве Божией Матери, о Её родителях, которые здесь впервые и названы Иоакимом и Анной, об избиении младенцев в Вифлееме, о братьях Господа как детях Иосифа от первого брака. Его распространённость в христианской общине подтверждается более чем 30 рукописями, что его содержат.

### Евангелия перехода от иудео-христианства к языко-христианству
Евангелие от Петра (др.-греч. εύαγγέλιον κατά Πέτρον) — некоторые учёные считают его гностико-докетичной переработкой канонических евангелий II века. Его фрагмент найден Бурианом в 1886 году в одной христианской гробнице Верхнего Египта . Опубликовано в 1892 году. Описывается суд над Спасителем, Его смерть на кресте и утро Воскресения. Текст сочетает в себе иудео-христианские, языко-христианские и докетичные черты (согласно докетичному учению, сочетание в Христе Божества и человека было только кажущимся). По одной из версий, датируется 120-150 годами.
Книга Иосифа плотника (книга Иосифа плотника) посвящена детству и юности Иисуса Христа. Написанная около IV века в Египте, сохранилась в арабском и латинском версиях. Впервые издана в 1722 году.
Евангелие детства Иисуса, что близко в некоторых своих редакциях Евангелию Фомы и также приписывается апостолу Фоме. Впервые его арабский текст вместе с латинским переводом был напечатан в 1697 году Сике, затем в 1832 и 1852 годах. Сирийский текст особенно близок к Евангелию Фомы. От сирийского текста происходит армянский, несколько изменённый. Повествует о чудесах, которые совершал Отрок Иисус. По характеру наиболее далеко от канонических Евангелий. Дата создания не установлена.
Арабский вариант обычно рассматривают отдельно, как «Арабское евангелие детства», написанное около VI века, но на основе более ранних легенд. Примечательно, что в этом памятнике волхвы названы персами.
Евангелие от Никодима (Евангелие Никодима; Деяния Пилата). Заключено поздно, около VI века . Было распространено в коптском среде. Сохранилось в коптском, греческой и латинской редакциях. Интересно оно тем, что содержит подробности суда, распятия и погребения Господа говорит и о Его восхождение в ад.
Египетское евангелие (το хατ Αιγυπτίους εύαγγέλιον). Добавлено около 150 года. По свидетельству Епифания Кипрского, оно почиталось енкратитамами и савеллианамами, поскольку содержало в себе мысли против брака, против плоти вообще, а также модалистичне понимание Святой Троицы. Найдено оно было в Египте Гренфеллом и Хунтом в 1897 году.
Евангелие от Варфоломея, довольно поздняя достопримечательность, сохранившаяся в коптских, греческом и латинском отрывках. Свидетельство о нём находится в трудах блаженного Иеронима . Оно, вероятно, александрийского происхождения. Содержит рассказ о восхождении Господа в ад .
Евангелие от Псевдо-Матфея (Евангелие Псевдо-Матфея, апокрифические евангелия от Матфея; Книга о Рождестве Блаженной Марии) написано не ранее IX века под влиянием Протоевангелия Якова и Евангелия детства .
Апокриф Иоанна сохранился во фрагментах. Содержит вопросы к Иисусу Христу и Его ответы. Написанный в II — V веках в кругах гностиков.
Существуют также менее известные Евангелия от Филиппа, от Варнавы, от Матфея, от Андрея, от Иуды . Всё это преимущественно гностические произведения, не представляют большой ценности, малооригинальным и относительно позднего происхождения. От них сохранились только фрагменты.

### Особенности гностических евангелий
Гностические евангелия (Евангелие Истины, Евангелие от Фомы, Книга Фомы, Евангелие от Филиппа, Евангелие от Иуды т. д.) в большинстве своем отличаются высокой художественностью, высоким стилем и по форме чаще всего является логиями. Их авторов интересует не земная жизнь реального Богочеловека, а лишь поучения небесного эона, открывающего тайны спасительного жизни и «знания». Так, все высказывания Евангелия от Фомы начинаются словами «Иисус сказал», и лишь изредка они включают диалог Иисуса со слушателями и учениками. Стиль написания весьма напоминает канонические писания. Основная тема это — «познать себя» (Ев. От Фомы, 3), а благодаря этому приблизить свою причастность к Божеству. Добрый пастырь спасает не просто заблудшую овцу, а наибольшую («духовную» человека), которую любит больше, чем 99 других (там же, 111). Царство Божие «выход из муки страданий тела» (Кн. Фомы, 145). Христос представлен как эманация пантеистичного Божества. «Иисус сказал: Я — свет, на всех, Я — всё: всё вышло из меня и всё вернулось ко мне. Разрубил дерево Я — там; подними камень, и ты найдёшь Меня там» (Ев. от Фомы, 81).
Ветхий Завет здесь обычно признаётся «мёртвым» (Ев. От Фомы, 57). Учение Христа переведено в духе спиритуализма, с акцентом на самоуглубление и медитацию над образами гностической мифологии (история Души и эонов). Такая установка более свойственна веданту или Платоновской школе, чем канонической библейской традиции. Тем не менее, поскольку некоторые гностические секты и писания были ещё генетически связаны с иудейской средой, не исключено, что у них есть отголоски еврейских переводов. В Евангелии от Фомы высоко ставится Иаков, брат Господень (13), хотя и отрицается обрезание. Возможно, что это Евангелие не просто переработкой канонических текстов. Видимо, автор его располагал некоторые древние логии и аграфы, которые не дошли до нас.
Гностицизм конкурировал с ортодоксальным христианством, имея на себе влияние греко-восточного спиритуализма, которые рассматривали созданный мир как на результат ошибки и падения.
Деяния Павла. Упоминаются Тертулианом, который сомневается в их подлинности, поскольку они содержат поручения апостола Павла и Фёкла крестить и учить. Этот памятник возник в Малой Азии около 180 года. Найден этот документ Шмидтом в коптских папирусах. Изданный в 1904 году. С этим памятником имеет сходство и так называемая Проповедь (Κήρυγμα) Павла, упоминаемый псевдо-Киприаном. Кроме того, в родстве с ней находятся, как вариант, и так называемые Деяния Павла и Фёклы, романизированная история Павла и первомученицы. Сохранились только фрагменты. Деяния содержат и некоторую историческую информацию в легендарной форме.
К истории Петра относятся памятники:
- Проповедь Петра (Κήρυγμα Πέτρου), достопримечательность, вероятно египетского происхождения, относится к началу II века . Её отрывки находятся в Климента Александрийского.
- Деяния Петра (Πράξεις Πέτρου), упоминавшиеся Евсевием[5] как апокрифическая и еретическая достопримечательность, сохранились в латинском редакции, известной под названием «Actus Petri cum Simone» или «Actus Vercellenses», по месту её нахождения. В греческом тексте сохранились лишь отрывки, начало и конец. В этой памятке говорится о мученической кончине первоверховных апостолов, а также о Симоне Волхве. По мнению Шмидта Деяния эти заключённые не в Риме, а, скорее, в Сирии или Палестине около 180 года.

От упомянутых «Деяний Петра и Павла» следует отличать еретическую памятник первой половины III века, «Историю Петра и Павла», содержащий описание путешествия апостола Павла в Рим и мученическую кончину обоих апостолов.
Деяния Андрея, упоминаемых Евсевием и св. Епифанием Кипрским и заключены, вероятно, около 180 года. Были в употреблении среди енкратитив . Содержат историю Максимилла, молитву св. Андрея перед крестом, мученическую кончину апостола, историю апостолов Петра и Андрея.
К истории апостола Иоанна относится ряд документов, автором которых считается (а также вышеупомянутых Актов Андрея и Петра) Левко. Упоминаются Евсевием и св. Епифанием. К этой истории относятся:
- Три отрывка из актов 2-го Никейского собора 787 года с гимном Господу. По мнению блаженного Августина (письмо 237), они были в употреблении среди присциллиан.
- Чудесный рассказ о делах, которые евангелист Иоанн увидел и узнал от Господа. Этот отрывок докетичного происхождения. Найденный в 1897 году Джеймсом.
- Чудеса св. евангелиста Иоанна, найденные Цаном в 1880 году в одном Патмоському рукописи.
- Рассказ о смерти св. евангелиста Иоанна.

Деяния Филиппа в основном рассказывают о его чудесах. Сохранились греческие и латинские переводы (оригинал мог быть написан на коптском языке около V века).
История Фомы, возникшая около 200 года в кругах гностиков, последователей Вардесана с Эдессы, но значительно переработана православной рукой. Кроме греческой редакции сохранились сирийский, эфиопский, армянский и латинский переводы. Содержит рассказ о деятельности ап. Фомы, его миссионерскую проповедь в Индии, обращение ним там местного царя Гундафора, чудесах святого, его заключения и мученической кончине в Индии. Интересно, что археологические изыскания со подтвердили на монетах имя Гундафора. Деятельность ап. Фомы в Индии на Малабарском побережье подтверждается исследованиями Мингана и Фаркхара.
История Фаддея содержащейся в двух памятниках:
- Отрывок мученического акта с Эдессы приводимой Евсевием в греческом переводе с сирийской. Содержит переписку Господа с Эдесское царём Авгарю .
- Учение Фаддея, найденное в 1876 году в сирийском изводе. Вероятно, это более поздняя переработка (не ранее 400 года) «актов» Фаддея из вышеперечисленного архива с Эдессы.

История апостолов Авдия содержит пересказ деяний и легенд об апостолах. Приписывалась разным авторам, имела своим источником различные сказания, возникшие независимо друг от друга. Дата создания не установлена, однако книга получила окончательный вид, возможно, во Франции не ранее VI или VII века .

## Апокрифические Послания

### Послания Павла
К апокрифическим посланиям ап. Павла относятся:
- Послание к Лаодикийцам. Маркионитская подделка, составленная из различных посланий ап. Павла. Известна уже Мураториевому фрагмента. Кроме того, сохранилось в латинском тексте во многих кодексах Библии с IV до XV века .
- Послание к Александрийцам, что упоминается в Мураториевому фрагменте. Памятка также маркионитского происхождения, ныне утрачена.
- Третье послание к Коринфиянам, уже в III веке переведено на латинский язык, в IV веке сирийской Церкви считалось каноническим посланием. Содержит обращение коринфских пресвитеров к ап. Павла и его ответ на ряд вопросов: о творении мира, о пророках, о творении человека, о рождении Христа от Девы Марии, о человеческой природе Господа и о воскресении плоти.
- Переписка Павла и Сенеки. Известная уже блаженном Иерониму достопримечательность, содержащий рассказ об обращении ап. Павла в христианство, гонения императора Нерона, проповедь христианства Сенекой при дворе императора и тому подобное.

Послания апостолов (Epistola Apostolorum) или «Беседы Воскресшего Господа с учениками» — чрезвычайно интересная в патриотическом отношении достопримечательность. Этот документ найден в трёх редакциях, взаимно дополняющих друг друга:
1. Найденный в 1903 году Шмидтом в Ахмим коптский папирус IV—V веков, ныне хранится в Лувре. В рукописи быть 64 страницы, из которых сохранилось только 32.
2. Найденный Бикко и Хаулером в одном Венской палимпсесте IV—V века латинский отрывок послания, как оказалось, буквально совпадает с коптским текстом.
3. Эфиопская редакция, найденная в 1913 году Геррие, «Завета Господа» с эсхатологическим вступлением.

В тексте этих документов находится обещание Господа прийти снова на землю через 120 лет (по коптским папирусом) или 150 лет (по эфиопской редакцией). При сопоставлении этих данных с «Книгами Сивилла» учёными устанавливается при заключении «Послания апостолов» около 150 года (точнее около 148 года). Памятка эта имела бесспорное влияние на раннюю христианскую литературу. Периодически стиль послания переходит в Апокалипсис .
Содержание: Действие происходит в Иерусалиме. Одиннадцать апостолов исповедуют свою веру, после чего следует рассказ о воскресении Господа, составленный по каноническим Евангелиям. Далее следует откровения воскресшего Господа ученикам о его второе пришествие, о воскресении плоти, последний суд, о судьбе осуждённых, о очеловечивания, искупление, о восхождении в ад, о повеление апостолам проповедовать во всём мире, о лжеучителей. Заканчивается рассказом о вознесении, согласно Апостольскими Деяниями.
Памятка говорит о Боге как Творце света и тьмы, о несвободе человека в грехе, о необходимости крещения для спасения, о крещении Спасителя своим ученикам, Евхаристия называется Пасхой. Для апостолов не может быть покаяния. Памятник свободен от хилиастических воздействий, но в своей коптской редакции носит следы гностических и монархианских идей.

### Послание Варнавы
Послание Варнавы приписывалось сподвижнику ап. Павла. Написано, вероятно, после разрушения Иудеи Адрианом (ок. 130). Согласно другой оценке — в 60 годах. Описан совершенный человек, имя которому Иисус, который родился от воды и это является первоочередным условием.

### Клементины
Климентины, или Псевдо-Клименту писания в узком смысле обозначают два произведения «Беседы» и «Созерцание» (в широком смысле это вообще вся литература, приписывалась Клименту Римскому, кроме его единственного подлинного послания к Коринфиян). Они повествуют о борьбе ап. Петра с Симоном Волхвом. Произведение несёт на себе печать взглядов иудео-христиан. Состоит из «Бесед» и «рассмотрения». Источником служили древние легенды и апокрифы, а также здесь нашла отражение керигма (проповедь) ап. Петра.

### Прочие
Послание Иисуса Христа царя Авгару (варвар), памятник сирийского происхождения. Связан с легендами об апостоле Фаддее. Написано не позднее IV века, потому что его цитирует уже Евсевий Кесарийский .
Послание Лентула, образец средневековой евангельской беллетристики (ок. XIV—XV веков). Рассказ ведётся от лица вымышленного правителя Иудеи римлянина Лентула, который как очевидец евангельских событий описывает внешность Иисуса Христа.

## Апокрифические Апокалипсисы
Апокалипсис Петра. Памятник, вероятно, следует отнести к первой половине II века. Упоминается уже в Мураториевском фрагменте; известна также Клименту Александрийскому, Евсевию, блаженном Иерониму. Эти два последних авторы не признают её каноничности, тогда как в некоторых церквях Палестины, по свидетельству Созомена, это Откровение читалось в церкви. Апокалипсис рассказывает о тайнах загробного мира, якобы открытых Христом по просьбе учеников. Полный текст найден только в 1910 году С. Гребо в эфиопской переработке.
Апокалипсис Фомы. Памятник гностически-манихейского происхождения был в употреблении среди присциллиан. Латинская переработка восходит к IV веку . Этот латинский текст был найден Вильхельм в 1907 году, а греческий оригинал — Бильмейером в 1911 году. Известный от названием «Послание Господа к Своему ученику Фомы».
Апокалипсис Стефана был известен в древности, но не сохранился до нашего времени.
К апокалипсисам относится, по своему содержанию, и известное произведение «Пастырь» Ерма Римского. Здесь объясняется судьба Церкви. Ерм (Герм) жил в середине II века. Однако в патрологии это произведение обычно рассматривают за пределами апокрифической литературы, поскольку он занимает особое место в раннехристианской литературе.
Апокалипсис Павла (или Вознесения апостола Павла) — своего рода мидраш на 2 Кор 12: 2-4. По мнению блаженного Августина, он «наполнен байками».

## Тексты, которые ныне не считаются апокрифами
Чёткого различения апокрифов и неапокрифов не было никогда. Например, уже Мураториевый канон II века признавал каноническими: «Апокалипсис апостола Петра», «Пастырь» Гермы, «Дидахе» и ряд других. В современной патрологии, как минимум, два текста не относятся к апокрифам.
Успения Блаженной Девы Марии написано на греческом языке в IV веке. Принадлежит к жанру завещаний. Ранее текст относили к апокрифам, но по мнению современных исследователей, он принадлежит к писаниям церковных христиан-евреев (не сектантов, представляющих иудео-христианство, а тех, которые не отделились от Вселенской Церкви) .
Дидахе, или Учение двенадцати апостолов, произведение, которое излагает основы церковной жизни. Был написан в конце первого века и является древнейшим церковным памятником после текстов Нового Завета. Создан, вероятно, в Сирии. Греческий текст был открыт в 1873 митрополитом Филофеем (Вриенниосом) Никомедийского (опубликован в 1883). Иногда его обозначали как апокриф, но на самом деле это катехитический текст одной из раннехристианских общин, не содержит ничего, что бы противоречило православному вероучению, поэтому в Православной церкви его не считают апокрифом.
Пастырь Гермы, уважаемое произведение и одна из самых популярных книг в ранней христианские церкви, многие отцов Церкви, среди которых Ириней Лионский, относили к Библейскому канону Нового Завета. В книге представлен ряд видений относительно Церкви.